# 일월도서관
일월도서관은 경기도 수원시 장안구 천천동에 있는 도서관이다.

## 연혁
- 2013. 12. 04. 도서관 착공
- 2015. 04. 22. 도서관 준공
- 2015. 06. 02. 도서관 개관

## 이용 안내
이용 시간
- 어린이자료실: 월~목 09:00~18:00 / 토·일 09:00~17:00
- 종합자료실: 월~목 09:00~23:00 / 토·일 09:00~21:00

휴관일
- 매주 금요일